# تشانغ هوي
تشانغ هوي (18 فبراير 1997 في الصين - ) هو لاعب كرة قدم صيني في مركز الوسط.

## وصلات خارجية
- تشانغ هوي على موقع قاعدة بيانات كرة القدم.إي يو (الإنجليزية)
- تشانغ هوي على موقع Soccerway.com (الإنجليزية)